# Calcídica
Calcídica, o Halkidiki como transcripción del griego al inglés, (en griego: Χαλκιδική, Jalkidikí; griego antiguo Jalkidiké) es una región griega de la periferia de Macedonia Central que se corresponde con una región histórica de la Antigua Grecia, más o menos coincidente en parte con la homónima península Calcídica.  
Actualmente comprende la parte meridional de la unidad periférica de Tesalónica e íntegramente a la homónima unidad periférica de Calcídica.

## Geografía
Península situada al sur de Macedonia y Tracia, boscosa y escarpada. La península Calcídica se proyecta hacia el suroeste en el mar Egeo desde Macedonia, y a la vez de ella se prolongan tres penínsulas más con apariencia de dedos: Casandra (antiguamente Palene), Sitonia y la de Athos (la antigua Ἀκτή, griego moderno Actí, griego antiguo Acté)) en la cual se encuentra el Monte Athos (en griego: Άγιον Όρος, Agion Oros, montaña sagrada) y sus monasterios.

## Historia
En la Antigüedad, Calcídica fue parte de Tracia hasta que fue conquistada por el reino de Macedonia. Los primeros griegos que se asentaron en la región en el siglo siglo VIII a. C. provenían de Calcis, una ciudad de la isla de Eubea, y por eso esta región se llama Calcídica, y sus habitantes calcideos.
El nombre que recibían sus tres penínsulas desde la más occidental a la más oriental, eran: Palene, Sitonia y Acté. Entre las de Palene y Sitonia se abría el golfo de Torone. El golfo Singítico separa la península de Acté. Al oeste de Palene se hallaba el golfo Termaico, en el que desaguaban, de izquierda a derecha, los ríos Haliacmón, Axio y Equidoro. Al este de Acté se abría el golfo Estrimónico. Al noroeste de la Calcídica se encontraba el lago Bolbe.
La Calcídica limitaba al este con Botiea, al noreste con Migdonia y Macedonia, al norte con Crestonia y al noreste con Bisaltia.
El monte Atos, que alcanza los 2033 m de altura, se halla situado en la extremidad sudoriental (el cabo Ninfeo) de la península de Acté, y desde la Calcídica esta península penetra en el Egeo unos 45 km, tiene unos 5 km de ancho y el istmo algo más de 2100 m. Acte (Actē: el promontorio) es la actual Agion Oros (Santa Montaña), promontorio montañoso y cubierto de bosques.
En la península de Palene, el cabo Canastreo (cabo Paliouri) es el promontorio que ocupaba la extremidad sudoriental. En Palene había otro cabo importante, el Posideo, a unos 35 km al oeste del Canastreo.
En la extremidad sudoriental de la península de Sitonia estaba el cabo Ámpelo.
Abundaban en la península de Palene la madera y los metales. Palene fue llamada en otra época Flegra. Según la mitología la habitaban los Gigantes.

## Ciudades históricas
Ciudades, citadas de sur a norte, emplazadas en la orilla oriental del golfo de Torone
- Torone: a orillas del golfo de su mismo nombre, en la costa occidental de Sitonia y emplazada a unos 15 km al noroeste del cabo Ámpelo
- Galepso: cuya situación no es segura, debía estar a unos 8 km al noroeste de Torone.
- Sermile: en el fondo ya del golfo de Torone, se hallaba a unos 35 km al noroeste de esta localidad.
- Meciberna, que fue el puerto de Olinto, se encontraba a unos 8 km al oeste de Sermile.

Ciudades, citadas de norte a sur hasta Terambo
Las ciudades mencionadas en primer lugar estaban emplazadas en la costa oriental de la península de Palene, y luego de Este o Oeste las de la costa meridional de dicha península:
- Potidea : la más importante, se hallaba en el istmo que unía la península de Palene al resto de la Calcídica, en un sitio estratégico para el control de la zona. Poseía también un puerto en el golgo Termaico. Sus habitantes eran los potideatas
- Afitis: se encontraba a unos 15 km al sudeste de Potidea, probablemente en el emplazamiento de la actual Afitos; entre Afitis y Potidea hay unas colinas de poca altura
- Neápolis : estaba a unos 10 km al sudeste de Afitis.
- Ege: se hallaba a unos 7 km al sur de Neápolis
- Terambo: distaba de Ege unos 8 km
- Escíone: se hallaba en la costa sur de Palene, a unos 13 km del cabo Canastro
- Mende: más al oeste distaba de Escíone unos 20 km
- Sane: se ignora su emplazamiento

Ciudades, citadas de norte a sur, emplazadas a orillas del golfo Singítico
- Asa (o Asera): estaba situada en el fondo del golfo Singítico
- Piloro: se ignora el emplazamiento exacto. Estaría situada al sur de Asa, en la costa oriental de Sitonia
- Singo: emplazada a unos 30 km al sur de Asa

Ciudades emplazadas en las proximidades de Palene y en las inmediaciones del golfo Termaico (o Termeo), en la región de Crosea (o Crúside).
Estas ciudades se encontraban en la zona septentrional de la Calcídica, entre los cursos de los ríos Axio y Haliacmón.
- Lipaxo, Combrea y Lisa, cuyos emplazamientos no han podido ser determinados con exactitud.
- Gigono: se hallaba a unos 20 km al noroeste de Potidea.
- Campsa: más al noroeste, distaba de Gigono unos 15 km.
- Esmila: se ignora su situación.
- Enea: la única ciudad de importancia de la región, estaba a unos 25 km al noroeste de Campsa, en las proximidades del cabo Eneo.

Ciudades emplazadas en la península de Acté
- Sane: colonia de Andros, tiene enfrente la península de Sitonia y está orientada hacia el suroeste, en dirección a Eubea. Ciudad del istmo de la península de Acté por cuyo territorio pasaba el canal de Jerjes, a orillas del golfo Singítico y muy próxima a Acanto.
- Tiso y Cleonas: no es segura su ubicación. Parece que estaban al sudeste de Sane, en la costa occidental de la península, a orillas del golfo Singítico
- Acrotoos: se sitúa en la costa sudoriental, cerca del Atos y a orillas del mar de Tracia
- Olofixo: sita en la costa oriental, a unos 20 km de Sane y a orillas del mar de Tracia
- Díon: unos la ubican en la costa nororiental, cerca de Olofixo, mientras que otros la sitúan, como Tiso y Cleonas, al sudeste de Sane y a orillas del golfo Singítico.

Excepto Sane que, según Heródoto y Tucídides, era una ciudad griega, las otras cinco, dicen que su población era bárbara, aunque bilingüe.
Ciudades de la Calcídica emplazadas al norte de las tres penínsulas
- Acanto: localidad de la Calcídica oriental, situada a orillas del golfo Estrimónico, a unos 3 km de donde se excavó el canal de Jerjes, cercana a Sane. Emplazada en el lado oriental del istmo del Atos. Su territorio, que atravesaría el istmo, alcanzaría el golfo Singítico. Fue fundada por los andrios con ayuda de los calcideos, hacia el 654 a. C.
- Olinto.
- Estagiro (Stágiros): conocida en otras fuentes como Estagira, era una ciudad de la Calcídica oriental situada al norte de Acanto y al norte del promontorio septentrional del golfo Estrimónico, en cuya parte central se encontraba Acanto. Aristóteles nació en la antigua ciudad de Estagira.

Todas las ciudades pagaban tributo a la Liga de Delos, sin por ello significar que fuesen aliadas de Atenas.